# Herb Boguchwały
Herb Boguchwały – jeden z symboli miasta Boguchwała i gminy Boguchwała w postaci herbu.

## Wygląd i symbolika
Herb  przedstawia polu w czerwonym Oko Opatrzności srebrne otoczone promieniami złotymi, całość w takimż wieńcu laurowym.
Herb Boguchwały to tzw. herb mówiący, Oko Opatrzności symbolizuje Boga, zaś wieniec laurowy to symbol chwały. 

## Historia

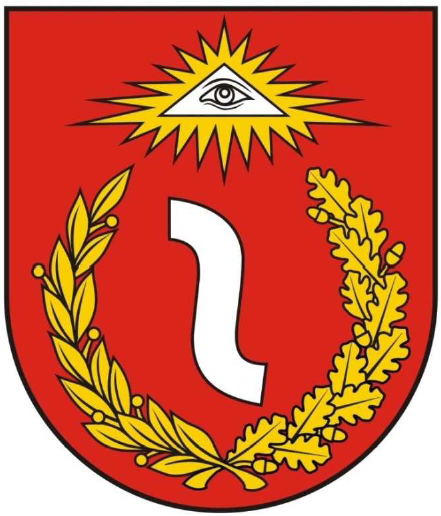
Jeden z odrzuconych projektów

Oko Opatrzności widniało na dawnych pieczęciach gminnych miejscowości z XIX wieku.
Wcześniejszy herb, używany najpierw przez gminę, a w latach 2008-2011 przez gminę i miasto przedstawiał czerwoną tarczę, na której widniał złoty monogram litery „B” obok konturu zielonego świerka, zakończonego grotem – symbolem błyskawicy. Poniżej monogramu widniały dwa złote kłosy ułożone w pas. Monogram symbolizować miał nazwę miasta, świerk – miejscową przyrodę, błyskawica – zakład produkcji izolatorów, kłosy – rolnictwo w gminie. Wzór ten był niezgodny z zasadami stylizacji heraldycznej, w związku z tym podjęto prace zmierzające do przyjęcia nowego herbu.
W jednym z odrzuconych projektów widniało dodatkowo godło herbu Szreniawa Teodora Lubomirskiego, założyciela miasta. Obecny herb, po pozytywnym zaopiniowaniu przez Komisję Heraldyczną przyjęto uchwałą nr VI/52/2011 z 17 marca 2011.